# 810
810 (DCCCX) fue un año común comenzado en martes del calendario juliano, en vigor en aquella fecha.

## Acontecimientos
- Íñigo Arista (781-852) Primer miembro de la dinastía que llevaría su nombre sube al trono de Pamplona
- Los celtas completan el libro de Kells.
- Devapala sucede a Dharmapala como rey de Bengala.
- Eardwulfo deja el trono de Northumbria.
- Los musulmanes toman Córcega, pero son expulsados poco más tarde por los francos.
- Los búlgaros de Krum destruyen a los ávaros.
- Se construye el Templo III en Tikal.

## Nacimientos
- Juan Escoto Erígena, filósofo.
- Ninmyō, emperador de Japón.
- Kassia, poetisa y compositora del Imperio bizantino.
- Abbás Ibn Firnás, científico árabe.

## Fallecimientos
- Pipino, Rey de Italia.